# Бадмінтон на літніх Олімпійських іграх 2016
Змагання з бадмінтону на XXXI Літніх Олімпійських іграх пройшли з 11 серпня по 20 серпня 2016. Було розіграно 5 комплектів нагород. В змаганнях брали участь 172 спортсмени з 57-ми країн світу. Всі матчі пройшли в Ріосентро.

## Змагання
| П | Попередній етап | ⅛ | Одна восьма | ¼ | Чвертьфінали | ½ | Півфінали | Ф | Фінал |

| Дата →              | Чет 11 | Чет 11 | Чет 11 | П'ят 12 | П'ят 12 | П'ят 12 | Суб 13 | Суб 13 | Суб 13 | Нед 14 | Нед 14 | Нед 14 | Пон 15 | Пон 15 | Вів 16 | Вів 16 | Сер 17 | Сер 17 | Чет 18 | Чет 18 | П'ят 19 | П'ят 19 | Суб 20 | Суб 20 |
| Розряд ↓            | Р      | Д      | В      | Р       | Д       | В       | Р      | Д      | В      | Р      | Д      | В      | Р      | В      | Р      | В      | Р      | Д      | Р      | Д      | Р       | Д       | Р      | Д      |
| ------------------- | ------ | ------ | ------ | ------- | ------- | ------- | ------ | ------ | ------ | ------ | ------ | ------ | ------ | ------ | ------ | ------ | ------ | ------ | ------ | ------ | ------- | ------- | ------ | ------ |
| Чоловічий одиночний | П      | П      | П      | П       | П       | П       | П      | П      | П      | П      | П      |        | ⅛      | ⅛      |        |        | ¼      |        |        |        | ½       |         | Ф      |        |
| Чоловічий парний    | П      | П      | П      | П       | П       | П       | П      | П      | П      |        |        |        | ¼      |        | ½      |        |        |        | Ф      |        | Ф       |         |        |        |
| Змішаний            | П      | П      | П      | П       | П       | П       | П      | П      | П      | П      | П      | П      |        | ⅛      |        | ¼      |        |        | ½      |        | Ф       |         |        |        |
| Жіночий одиночний   | П      | П      | П      | П       | П       | П       | П      | П      | П      |        |        |        | ¼      |        | ½      |        |        |        | Ф      |        |         |         |        |        |
| Жіночий парний      | П      | П      | П      | П       | П       | П       | П      | П      |        |        |        | ¼      |        | ½      |        | Ф      | Ф      |        |        |        |         |         |        |        |

## Медалі

### Загальний залік
| Місце  | Країна          | Золото | Срібло | Бронза | Загалом |
| ------ | --------------- | ------ | ------ | ------ | ------- |
| 1      | КНР             | 2      | 0      | 1      | 3       |
| 2      | Японія          | 1      | 0      | 1      | 2       |
| 3      | Індонезія       | 1      | 0      | 0      | 1       |
| 4      | Іспанія         | 1      | 0      | 0      | 1       |
| 5      | Малайзія        | 0      | 3      | 0      | 3       |
| 6      | Данія           | 0      | 1      | 1      | 2       |
| 7      | Індія           | 0      | 1      | 0      | 1       |
| 8      | Велика Британія | 0      | 0      | 1      | 1       |
| 9      | Південна Корея  | 0      | 0      | 1      | 1       |
| Всього | Всього          | 5      | 5      | 5      | 15      |

### Медалісти
| Чоловічий одиночний розряд докладніше | Чень Лун (CHN)                               | Лі Чон Вей (MAS)                                 | Віктор Аксельсен (DEN)                           |  |  |  |
| Чоловічий парний розряд докладніше    | Китай (CHN) Фу Хайфен Чжан Нань              | Малайзія (MAS) Гох Вей Шем Тан Ві Кйонг          | Велика Британія (GBR) Кріс Ленгрідж Маркус Елліс |  |  |  |
|                                       |                                              |                                                  |                                                  |  |  |  |
| Жіночий одиночний розряд докладніше   | Кароліна Марін (ESP)                         | Пусарла Венката Сінду (IND)                      | Нодзомі Окухара (JPN)                            |  |  |  |
| Жіночий парний розряд докладніше      | Японія (JPN) Місакі Мацумото Аяка Такахасі   | Данія (DEN) Хрістінна Педерсен Камілла Ріттер Юл | Південна Корея (KOR) Чон Гьон Ин Шин Сьон Чхан   |  |  |  |
|                                       |                                              |                                                  |                                                  |  |  |  |
| Змішаний розряд докладніше            | Індонезія (INA) Тонтові Ахмад Ліліяна Натсір | Малайзія (MAS) Чань Пен Сун Го Лю Їн             | Китай (CHN) Чжан Нань Чжао Юньлей                |  |  |  |